# Justice (együttes)
A Justice francia elektronikus zenei/house duó. 2003-ban alakultak Párizsban. Tagjai: Gaspard Auge és Xavier de Rosnay. Eddig három nagylemezt adtak ki. A We Are Your Friends című daluk klipjével elnyerték a 2006-os MTV EMA (European Music Awards) díjat. Zenéjükre részben a heavy metal műfaja is hatott.

## Diszkográfia
- Cross (2007)
- Audio, Video, Disco (2011)
- Woman (2016)
- Hyperdrama (2024)